# Katzenreuth
Katzenreuth ist ein Ortsteil der Stadt Grafing bei München im oberbayerischen Landkreis Ebersberg. Der Weiler liegt circa drei Kilometer südöstlich von Grafing.

## Baudenkmäler
Siehe: Liste der Baudenkmäler in Grafing bei München#Katzenreuth